# Кашмир (вуна)
Кашмир је назив за вуну кашмирске козе, веома цењену у текстилној индустрији. Користи се финија и меканија доња длака, па зато прво мора да се одстрани горња длака, која је оштрија и слабијег квалитета.
Кашмир спада у квалитетна, мекана влакна. Одевни предмети направљени од њега су изузетно топли. Посебно су популарни шалови од кашмира. Вуна кашмира је једна од најлуксузнијих и најскупоценијих природних тканина, и због корисних и естетских својстава које има, спада у најтраженије материјале. Производи од вуне кашмира су веома нежни, меки, пријатни на додир и за ношење. Џемпери од кашмира греју много боље него џемпери сличне дебљине, направљени од овчије вуне. Одевни предмети од кашмира задржавају свој облик, не растежу се, не бледе и уз одговарајућу негу могу да трају дуги низ година.
Највећи светски произвођачи кашмира су Кина, Монголија, Индија, Пакистан, Иран, Авганистан, Турска и државе Централне Азије.

## Порекло
Историјски гледано, кашмирске козе су се звале Capra hircus laniger, као да су подврста домаће козе Capra hircus. Међутим, сада се чешће сматрају делом подврсте домаћих коза Capra aegagrus hircus или алтернативне верзије Hircus Blythi Goat. Кашмирске козе производе дупло руно које се састоји од фине, меке доње длаке помешане са равнијим и много грубљим спољним слојем длаке који се зове заштитна длака (крзно). Да би се фини доњи део продао и даље прерађивао, мора се одвојити. То је механички процес којим се одвајају грубе од фине длаке. Након одвајања, добијени "кашмир" је спреман за фарбање и претварање у текстилно предиво, тканине и одевне предмете.

## Скидање вуне
Кашмирска вуна се сакупља током пролећне сезоне митарења када козе природно скидају зимску длаку. На северној хемисфери, козе се митаре од марта до маја. У неким регионима, мешана маса фине и грубе длаке се уклања ручно помоћу грубог чешља који извлачи чуперке влакана са животиње док се чешаљ провлачи кроз руно. Сакупљено влакно тада има већи принос чистог кашмира након што се влакно опере и осуши. Дуга, груба заштитна длака се тада обично ошиша са животиње и често се користи за четке, наличја тканине и друге намене које нису у области одеће. Животиње у Ирану, Авганистану, Новом Зеланду и Аустралији обично се шишају, што резултира већим садржајем грубе длаке и мањим приносом чистог кашмира. У Америци је најпопуларнија метода чешљање. Процес траје до две недеље, али са увежбаним оком када се влакно ослобађа, могуће је ишчешљати влакна за око недељу дана. Израз "беби кашмир" се користи за влакна добијена од млађих коза и има репутацију мекшег.

## Производња
Кина је постала највећи произвођач сировог кашмира, процењен на 19.200 метричких тона годишње (2016). Следи Монголија са 8.900 тона из 2016. године, док Авганистан, Иран, Турска, Киргистан и друге централне азијске републике производе мање количине. Чисти кашмир, који настаје уклањањем животињске масти, прљавштине и грубих длака са руна, процењује се на 6.500 тона годишње. Заједнице у Кашмиру и даље производе ултра-фин кашмир или пашмину, али његова реткост и висока цена, заједно са политичком нестабилношћу у региону, отежавају набавку и регулисање квалитета. Процењује се да је просечна годишња производња по кози 150 g (0,33 lb).
Чисти кашмир се може фарбати и испредати у предиво и плести у џемпере, капе, рукавице, чарапе и другу одећу, или ткати у тканине, а затим сећи и састављати у одевне предмете као што су капути, јакне, панталоне, пиџаме, мараме, ћебад и други предмети. Произвођачи тканина и одеће у Шкотској, Италији и Јапану одавно су познати као лидери на тржишту. Кашмир се такође може мешати са другим влакнима да би се смањила цена одеће или да би се добила својства попут еластичности од вуне или сјаја од свиле.
Град Аксбриџ, Масачусетс, у Сједињеним Државама, био је инкубатор за индустрију кашмирске вуне. Имао је прве електричне разбоје за вуну и прву производњу "сатена". Капрон Мил је имао прве електричне разбоје 1820. Изгорео је у пожару 21. јула 2007.
У Сједињеним Државама, према Америчком закону о означавању вунених производа из 1939. године, са изменама и допунама (15 Кодекса САД, одељак 68б(а)(6)), производ од вуне или текстила може бити означен као да садржи кашмир само ако су испуњени следећи критеријуми :
- такав производ од вуне су фина доња влакна произведена од кашмирске козе (Capra hircus laniger);
- просечан пречник влакана таквог вуненог производа не прелази 19 микрона;
- такав производ од вуне не садржи више од 3 процента (по тежини) кашмирских влакана просечног пречника који прелази 30 микрона;
- просечан пречник влакна може бити подложан коефицијенту варијације око средње вредности која не сме да пређе 24 процента.[6]

## Врсте влакана
- Сирово – влакно која није обрађено и у суштини је директно са животиње
- Обрађено – влакно које је прошло кроз процесе стрижења, прања, чешљања и спремно је за предење или плетење/хеклање/ткање
- Девичанско – нова влакна која се по први пут праве у предиво, тканине или одећу
- Рециклирано – влакна добијена од остатака или тканина које су претходно биле ткане или ваљане, а можда су их претходно користили, а можда и не, потрошачи из различитих делова света.

## Светска индустрија кашмира
Монголија испоручује свету 9.600 тона сировог кашмира годишње. 15% укупног сировог кашмира који испоручује Монголија користи се за производњу готових производа, док се преосталих 85% извози у полупрерађеном облику. 70% укупне сировине која се користи за производњу готових одевних предмета у Монголији набавља Gobi Corporation, а преосталих 30% користе други произвођачи у Монголији.
Очекује се да ће глобално тржиште модне луксузне одеће од кашмира достићи 4,2 милијарде америчких долара у 2025. години, растући по годишњој стопи раста од 3,86% годишње између 2018. и 2025. године.

## Историја
Кашмир се производи у Монголији, Непалу и Кашмиру хиљадама година. Влакно је такође познато као пашм (персијски за вуну) или пашмина (персијска/урду реч која потиче од пашма) због употребе у ручно рађеним кашмирским шаловима. Референце на вунене шалове појављују се у текстовима који су преживели између 3. века пре нове ере и 11. века нове ере. Међутим, популарна теорија у Кашмиру је да је владар Кашмира из 15. века, Заин-ул-Абидин, основао локалну индустрију вуне доводећи ткаље из Туркестана. Још једна локална традиција оснивача свих кашмирских заната види у познатом свецу из 14. века Миру Сајиду Али Хамаданију који је, традиција каже, довео 700 занатлија из Персије у Кашмир. Када је Али Хамадани посетио Ладак, он је први пут у историји открио топлину и финоћу ладашке козје вуне. Очешљао је мало козје вуне и својим рукама направио пар чарапа. Потом је те чарапе поклонио краљу Кашмира, султану Кутубдину (1374—89 нове ере). Султан је био задивљен њиховом издржљивошћу и финоћом. Али Хамадани је донео сирову козју вуну из Ладака и предложио краљу да започне ткање шалова у Кашмиру. То је био почетак употребе кашмирске вуне.
Трговина комерцијалним количинама сировог кашмира између Азије и Европе почела је са Valerie Audresset SA, Француска, тврдећи да је прва европска компанија која је комерцијално прела кашмир. Вуница је увезена са Тибета преко Казања, главног града руске покрајине Волге, а коришћена је у Француској за израду имитације тканих шалова. За разлику од кашмирских шалова, француски шалови су имали другачији узорак на свакој страни. Увезени кашмир је ширен на велика сита и тучен штаповима да би се отворила влакна и уклонила прљавштина. Након тога, кашмир је пран и деца су уклањала груба влакна. Вуна је затим ваљана и чешљана користећи исте методе које су коришћене за предење.
У 18. и раном 19. веку, Кашмир је имао успешну индустрију која је производила шалове од козје фине вуне увезене са Тибета и Тартарије преко Ладака. Смањење трговине је контролисано уговорима потписаним као резултатом претходних ратова. Шалови су уведени у западну Европу када је генерал Наполеон Бонапарта послао један у Париз из своје акције у отоманском Египту. Речено је да је долазак шала створио тренутну сензацију и постављени су планови за почетак производње производа у Француској.
Године 1799. у својој фабрици у Ремсу, Вилијам-Луј Терно, водећи произвођач вуне у Француској под Наполеоном, почео је да производи имитације индијских шалова користећи вуну шпанских мерино оваца. До 1811. године, уз помоћ владе, Терно је такође почео да експериментише са производњом правих индијских шалова користећи оно што је он назвао laine de Perse, односно вуна од тибетанских кашмирских коза. Године 1818, Терно је одлучио да помогне у оснивању стада кашмирских коза у Француској. Организована је чувена експедиција у Персију, коју је предводио оријенталиста и дипломата Пјер Амеде Жобер, коју је делимично финансирала француска влада. Од стеченог стада од 1.500 животиња, само 256 је безбедно стигло у пролеће 1819. у Марсељ и Тулон преко Крима. Француска влада је тада купила око 100 коза од кашмира (по 2.000 франака за сваку) и послала их на краљевску фарму оваца у Перпињану. Остатак, око 180, укључујући новорођенчад, отишао је на Терноово имање у Сент Уану изван Париза. Иако је Терно имао мало успеха да натера мале фармере да додају кашмир у своја стада оваца, неколико богатих земљопоседника било је спремно да експериментише са козама. На пример, Терноово стадо је 1823. године видео К.Т. Тауер из Есекса, Енглеска. Тауер је купио две женске и две мушке козе и вратио их у Енглеску, где је 1828. године добио златну медаљу од Друштва за подстицање уметности, производње и трговине за узгој стада кашмира. Такође, неколико Терноових коза је купљено за узорну фарму у Грињону, близу Версаја, коју је водио М. Полонсо. Полонсо је укрстио кашмир са ангорским козама да би побољшао доње влакно за предење и ткање. Ово стадо кашмир-ангоре видео је Вилијам Рајли из Новог Јужног Велса 1828. и поново 1831, када је и купио тринаест коза за претовар у Аустралију. У то време, просечна производња стада Полонсоа била је 16 унци (500 грама) вуне. Терноово стадо у Сент Уану још је бројало 150 када је познати индустријалац умро 1833. године. Крдо у Перпињану је изумрло до 1829.
До 1830. ткање шалова од кашмира са пређом произведеном у Француској постало је важна шкотска индустрија. Шкотски одбор повереника за подстицање уметности и производње понудио је награду од 300 фунти стерлинга првој особи која би могла да преде кашмир у Шкотској по француском систему. Капетан Чарлс Стјуарт Кокрејн прикупио је потребне информације док је био у Паризу и добио шкотски патент за процес 1831. У јесен 1831. продао је патент Хенрију Хоулдсворту и синовима Глазгова. Године 1832. Хенри Хоулдсворт и синови започели су производњу предива, а 1833. добили су награду.
Даусон Интернешнал тврди да је измислио прву комерцијалну машину за уклањање длака 1890. године, а од 1906. су куповали кашмир из Кине, али су били ограничени на куповину влакана из Пекинга и Тјенђина до 1978. године. 1978. трговина је либерализована и Даусон Интернешнал је почео да купује кашмир из многих провинција.
Многи рани текстилни центри су се развили као део америчке индустријске револуције. Међу њима, долина Блекстоун је постала велики допринос америчкој индустријској револуцији. Град Аксбриџ, Масачусетс, постао је рани текстилни центар у долини Блекстоун, која је била позната по производњи кашмирске вуне и сатена.
Аустријски произвођач текстила Бернард Алтман је заслужан за масовно довођење кашмира у Сједињене Америчке Државе почевши од 1947. године.

## Критика
Производња кашмирске вуне је критикована због штетних утицаја на животну средину који директно проистичу из узгоја стада. Због начина на који козе уништавају биљке које једу, тако што их чупају из корења уместо да пасу по врховима, као и због тога што имају оштра копита која пробијају земљу којом газе. Велика потражња за кашмиром изазива нестајање пашњака у Кини и Монголији, загађење ваздуха се повећава, а стада гладују. Фабрике у Алашану су принуђене да се затворе неколико дана у недељи због рационализације воде јер се тамошње пустиње шире за 400 квадратних миља годишње. Од 2016. године, деградација 65% травњака у овој области повезана је са повећањем температуре Монголије за четири степена Фаренхајта, три степена више од температура у другим деловима света. Уз правилно управљање, травњаци би се могли опоравити за десет година. Напори за ублажавање последица укључују промену заната, забрану испаше, ручно храњење коза и покушај да се убеде монголски сточари да узгајају јакове или камиле уместо или поред мањег броја коза, пошто је длака ових животиња такође вредна и њихов утицај на травњаке је мањи. 